# Уюндалан
Уюндалан (на турски: Yundalan) е село в Източна Тракия, Турция, околия Лозенград, вилает Лозенград.

## География
Селото се намира на 15 km източно от вилаетския център Лозенград (Къркларели).

## История
В XIX век Уюндалан е село в Лозенградската кааза на Одринския вилает на Османската империя. Според „Етнография на вилаетите Адрианопол, Монастир и Салоника“, издадена в Константинопол в 1878 година и отразяваща статистиката на населението от 1873 година, Юумдалъ (Youmdali) има 30 домакинства и 112 мюсюлмани.